# Kis sünhal
A kis sünhal (Diodon holocanthus) a csontos halak (Osteichthyes) főosztályának a sugarasúszójú halak (Actinopterygii) osztályába, ezen belül a gömbhalalakúak (Tetraodontiformes) rendjébe és a sünhalfélék (Diodontidae) családjába tartozó faj.

## Előfordulása

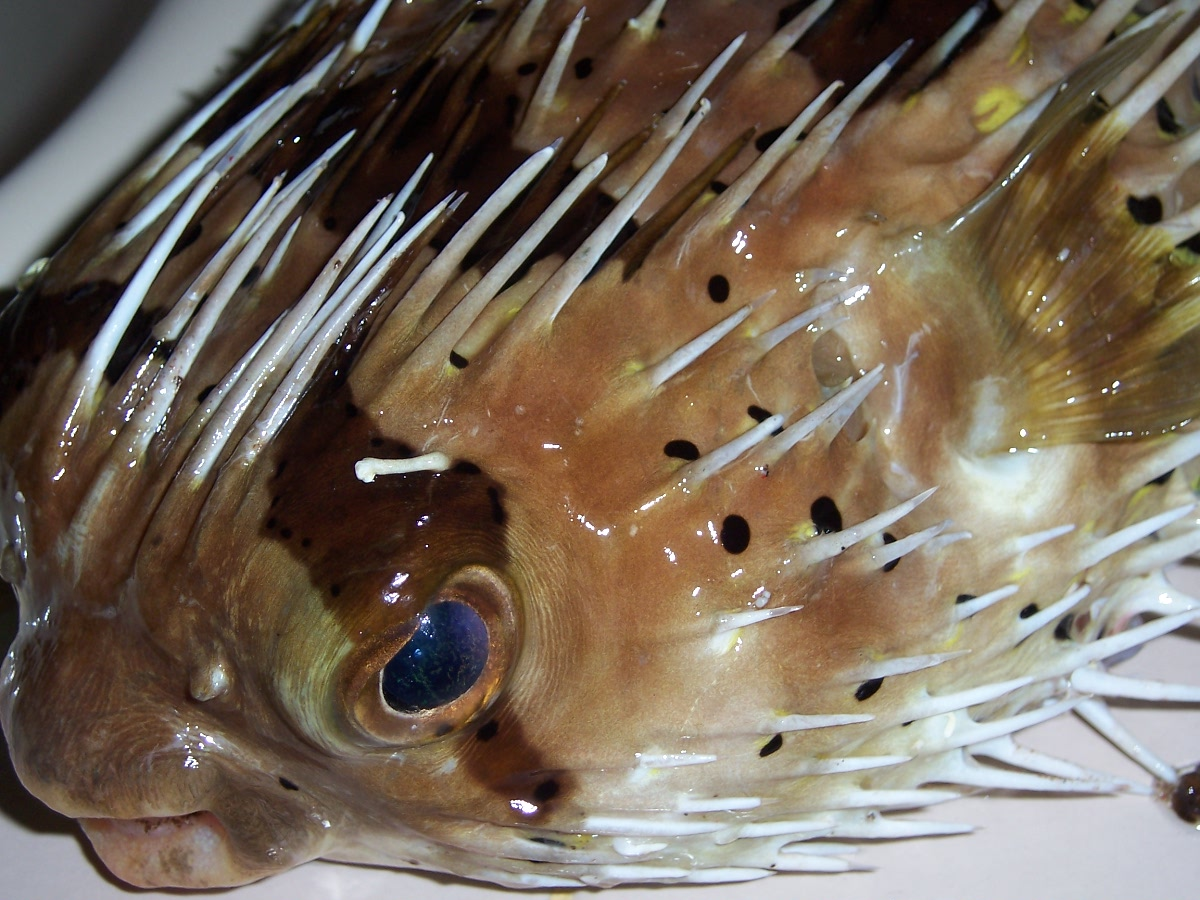
A hal közelről

A kis sünhal bolygónk mindegyik trópusi és szubtrópusi, tengeri vizében megtalálható. Az Atlanti-óceán nyugati részén, Kanadától Brazíliáig, míg ugyanez óceán keleti részén az afrikai partok mentén, egészen a Dél-afrikai Köztársaságig lelhető fel. Az Indiai-óceán nyugati felében és a Vörös-tenger déli részén is előfordul, főleg Madagaszkár, Mauritius és Réunion szigetek környékén. Az Indiai- és a Csendes-óceán határán is megtalálható. Az utóbbi óceán kis sünhal nyugati állománya Japántól a Lord Howe-szigetcsoportig, valamint Hawaiig található meg, míg a keleti állománya Kalifornia déli részétől Kolumbiáig fordul elő. A Galápagos-szigetek part menti vizeiben sem szokatlan halfaj.

## Megjelenése
Ez a hal általában 15 centiméter, legfeljebb 50 centiméter hosszú. A nyílt vízben élő fiatal példány pettyezett, főleg a hasi részén. A felnőtt kis sünhalon nagyobb foltok vannak, a foltok között pedig kisebb pettyek. Az úszókon nincsenek pettyek. A pofa és a hátúszó töve között, majdnem sorba rendeződve 14-16 tüske látható. Szeme fölött és alatt egy-egy barna sáv van. A tarkóján is van egy nagyobb barna sáv.

## Életmódja

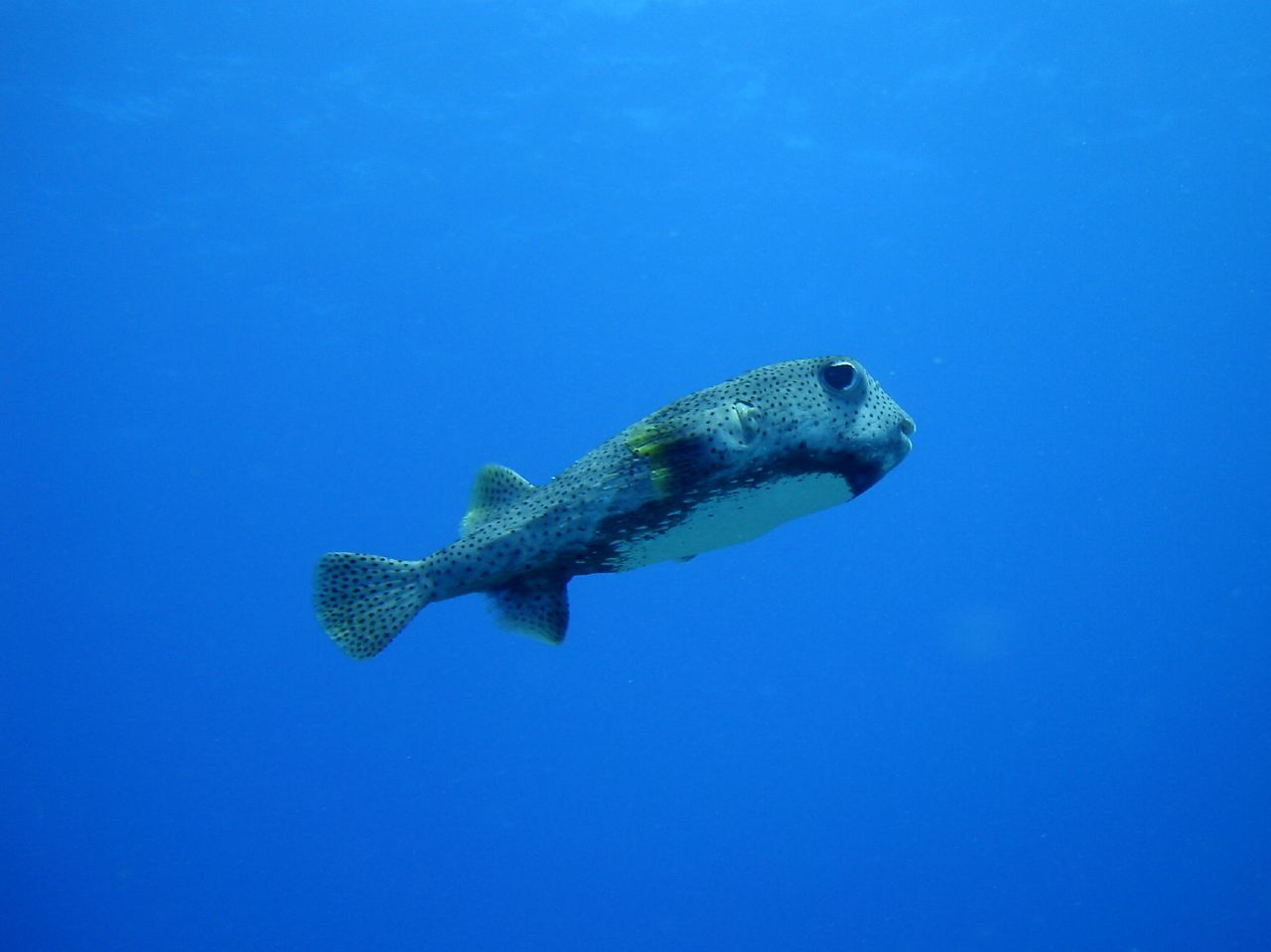
A fiatal a nyílt vizeket kedveli

A kis sünhal a trópusok és szubtrópusok korallzátonyain él, általában 2-35 méteres mélységben. Néha 200 méter mélyre is lehatol. A sekély, homokos vagy kavicsos tengerfenéket kedveli. Általában magányos, de néha rajokban is úszik. Az ivadék és a fiatalok, egészen 6-9 centiméteres nagyságuk eléréséig, gyakran a Sargassum nevű barnamoszat-tutajok védelmében sodródnak. Nem jó úszó, emiatt keresi a korallzátonyok védelmét. Tápláléka puhatestűek, tengerisünök, rákok főleg remeterákok. Éjszaka tevékeny.

## Felhasználása
Ennek a halnak csak kisebb mértékű halászata van. Általában kézi, felszíni hálóval halásszák, és főleg a hagyományos kínai orvoslásban használják fel. A városi akváriumok is kedvelik.
Fogyasztása néha Ciguatera mérgezést okozhat.

## Képek

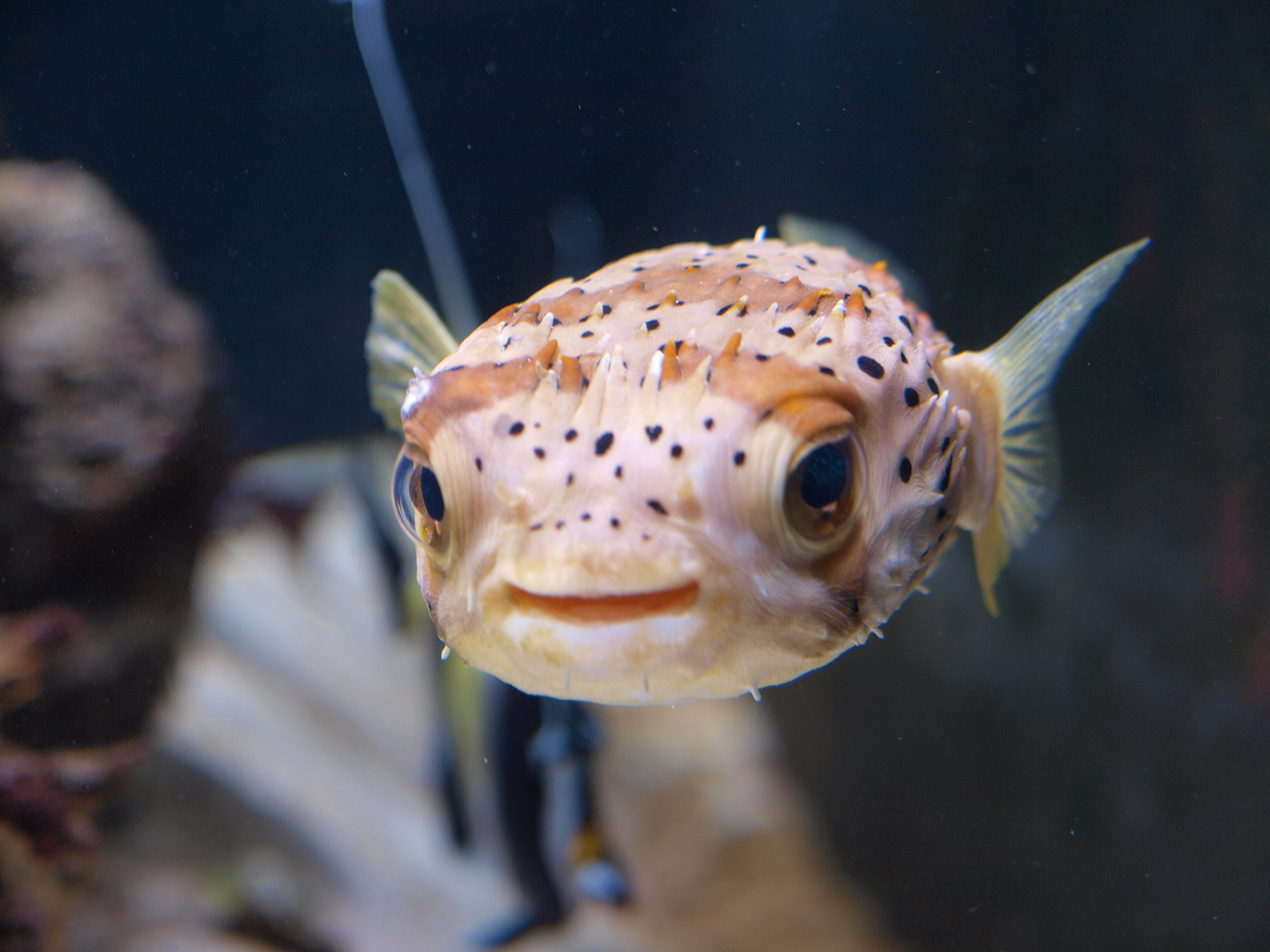
A hal szemből,
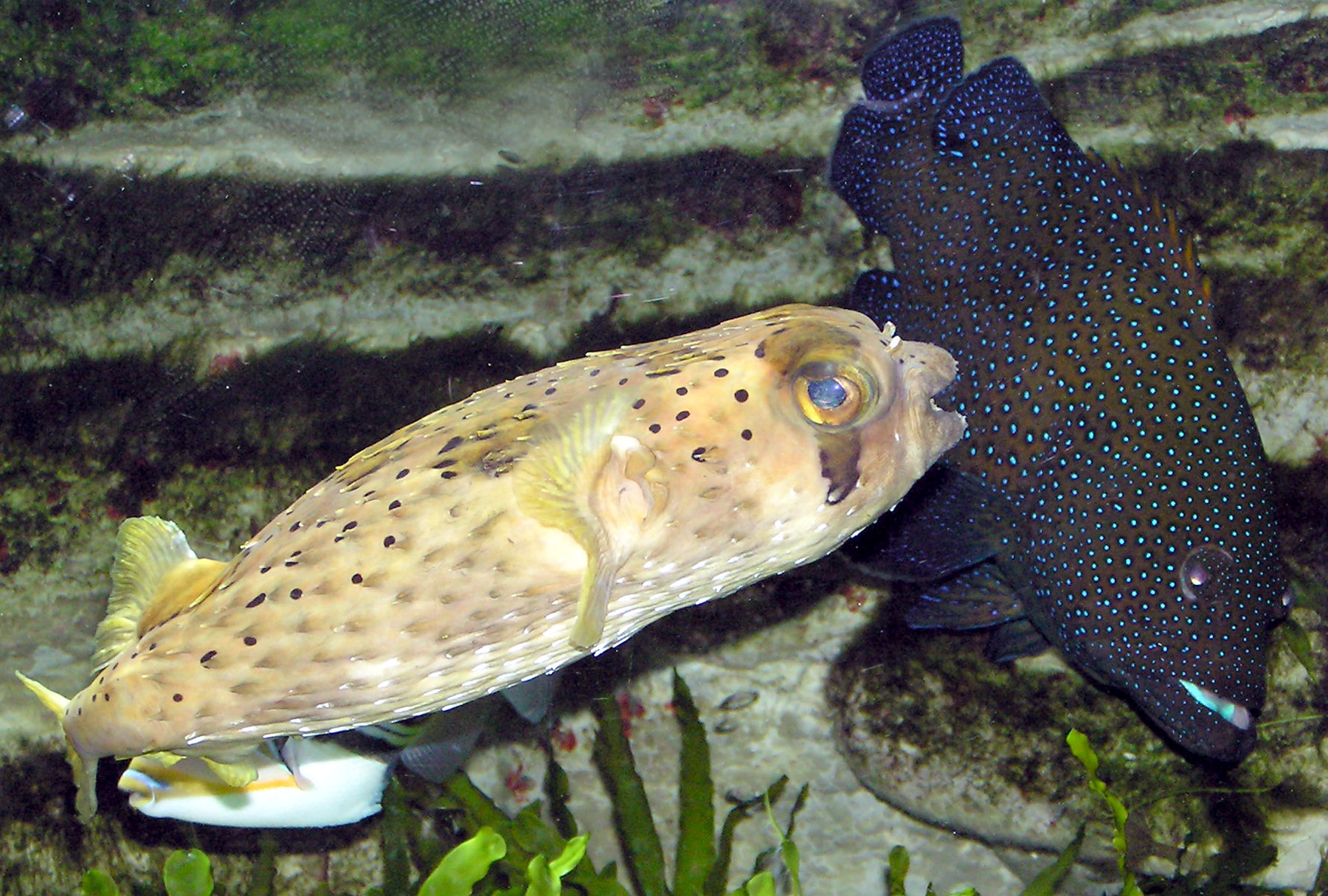
oldalról és
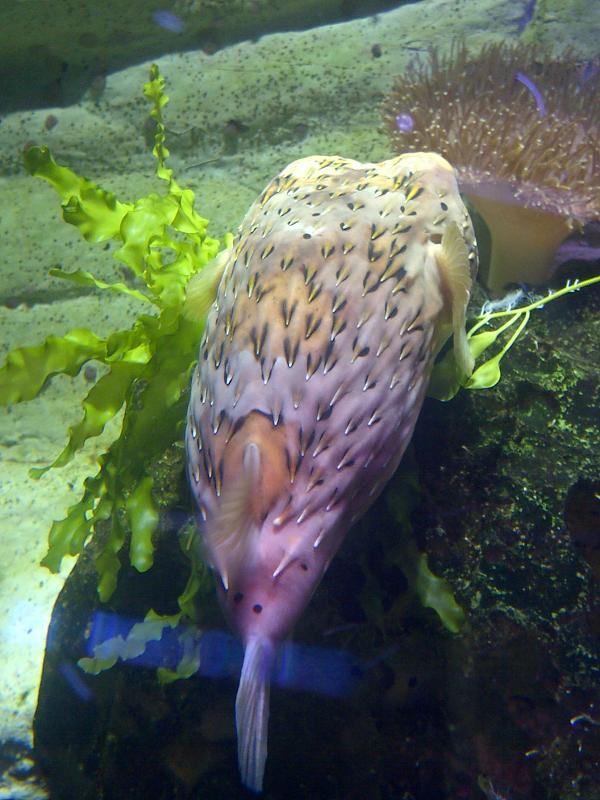
hátulról
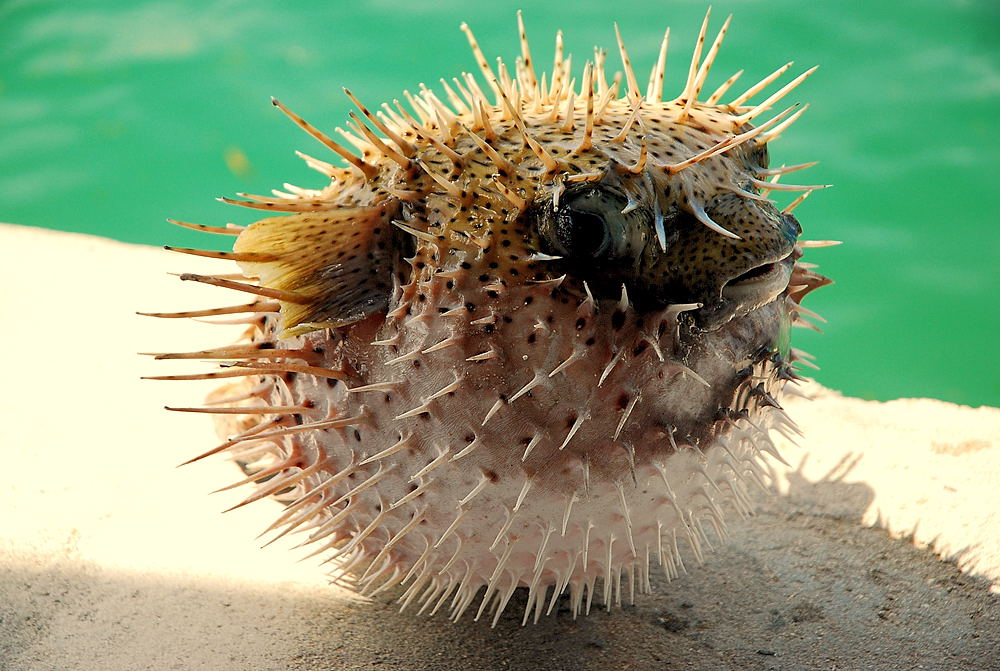
veszély esetén felfújja magát
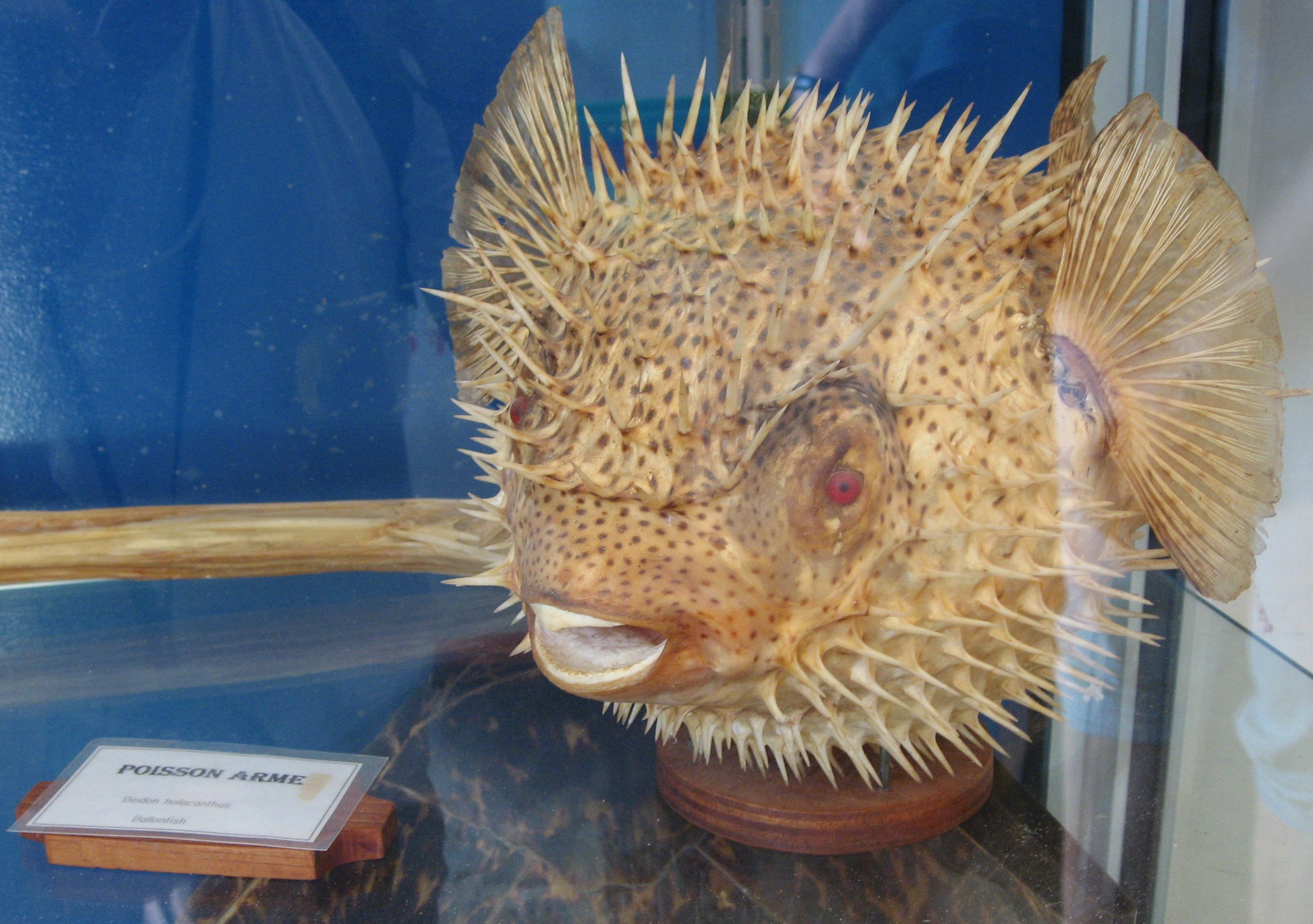
kitömött példány
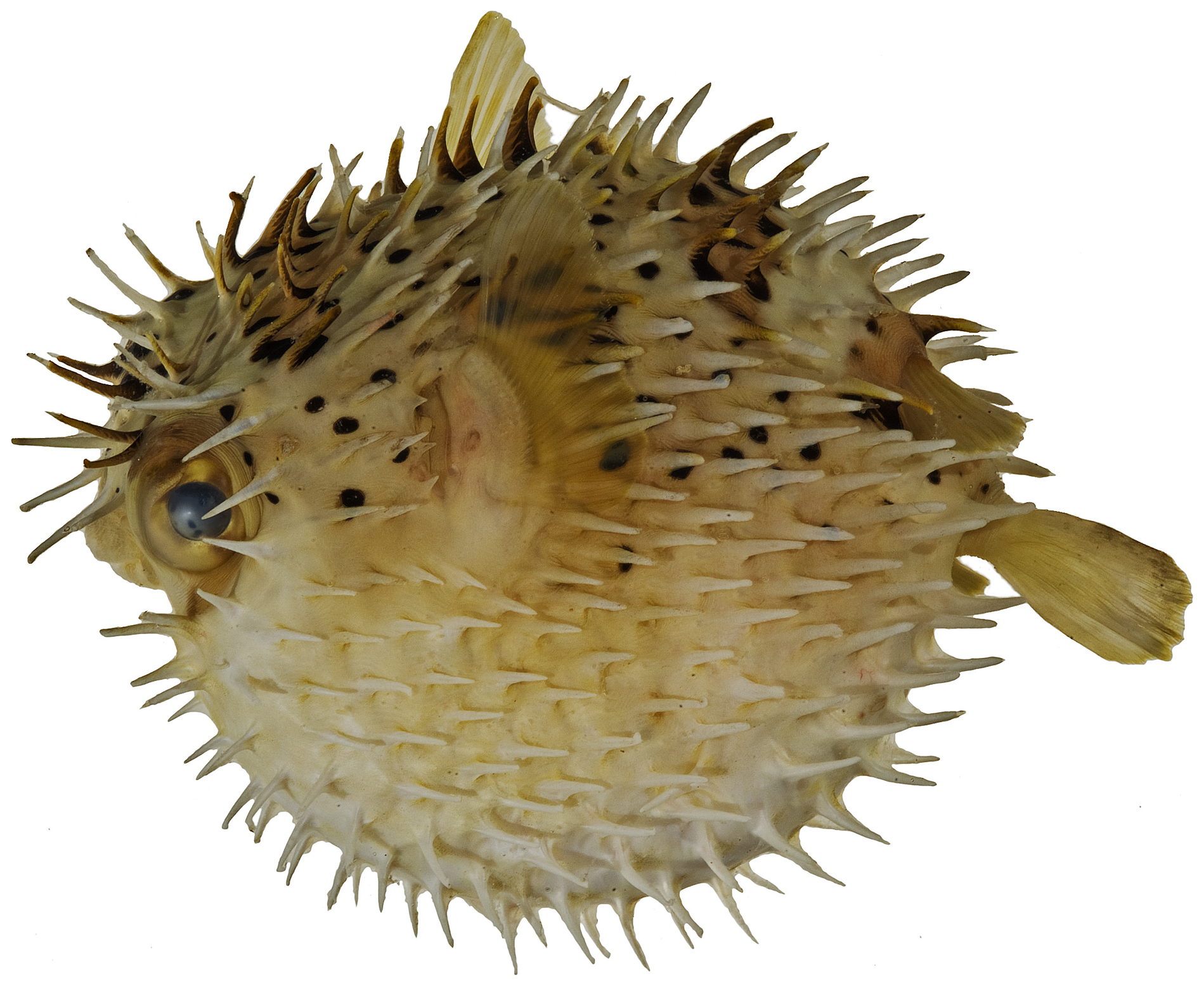